# Alemão
Alemão, vlastním jménem Ricardo Rogério de Brito (* 22. listopadu 1961, Lavras) je bývalý brazilský fotbalový záložník a reprezentant. Přezdívku Alemão (Němec) dostal podle blonďatých vlasů, německé národnosti ale není.
Od roku 1981 hrál brazilskou ligu za Botafogo de Futebol e Regatas, v roce 1985 byl zvolen do nejlepší ligové jedenáctky. V roce 1987 přestoupil do klubu Atlético Madrid, byl vyhlášen nejlepším cizincem španělské ligy. Odtud po roce zamířil do SSC Neapol, kde se setkal se svým krajanem Carecou. Stál u vítězství v Poháru UEFA 1989, kde skóroval v odvetném zápasu finále na půdě VfB Stuttgart a u italského titulu v roce 1990. Od roku 1992 hrál za Atalantu Bergamo, kariéru končil v São Paulo FC.
Za brazilskou reprezentaci sehrál 39 zápasů a vstřelil šest branek. Zúčastnil se mistrovství světa ve fotbale 1986 a mistrovství světa ve fotbale 1990, přispěl také k vítězství Brazilců na Copa América 1989.